# Verónica Rodríguez
Verónica Rodríguez, venezuelska pornografska igralka, manekenka in pevka, * 1. avgust 1991, Maracay, Venezuela.

## Zgodnje življenje
Rodriguez se je rodila 1. avgusta 1991 v venezuelskem mestu Maracay, glavnem mestu Atanasio Girardot in zvezne države Aragua. Ima mlajšo sestro Katyo, ki je prav tako pornografska igralka. Šolala se je v zasebni katoliški šoli v kateri so bili učenci ločeni po spolu. Njeni starši so se ločili, ko je bila stara osem let in se z mamo preselila v Združene države Amerike, kjer je štiri leta živela v Chicagu v Illinoisu in kasneje v Miamiju na Floridi. 

## Kariera
Pred vstopom v pornografsko industrijo je Rodriguez delala kot prodajalka v nakupovalnem središču v Miamiju. Prvič se je v pornografiji pojavila kot statistka za neko produkcijo. To ji je omogočilo, da je stopila v stik s producenti v industriji, katerih zanimanje je bilo, če bi privolila v delo s polnim delovnim časom v industriji.
Rodriguez je kot pornografska igralka pričela leta 2011, ko je bila stara 20 let, njen prvi prizor pa je bil za studio Bang Bros.  Delala je za produkcijske hiše, kot so Naughty America, Pure Play Media, Evil Angel, 3rd Degree, Brazzers, Hustler, Girlsway, Devil's Film, Vixen, New Sensations, Digital Playground, Reality Kings, Elegant Angel, Girlfriends Films in Wicked.
Rodriguez je od leta 2014 stalno prisotna v krogu nagrad v panogi, predvsem nagrad AVN in XBIZ Awards. Od vseh nominacij, ki jih je prejela, so bile največkrat nominirane kategorije za najboljšo lezbično seks sceno, najboljšo lezbično skupinsko seks sceno ali najboljšo MHM sceno trojčka. Leta 2015 je bila na podelitvi nagrad XBIZ nominirana za izvajalko leta in najboljšo stransko igralko za Apocalypse X.
Rodriguez je kot igralka nastopila v več kot 380 filmih. Izdala je tudi glasbo, ena izmed njenih pesmi ima naslov "Hola". Nekatera njena dela vključujejo Amateur Assault, Cuties 6, Evil Squirters 2, Glamour Girls 4, Kendra's Angels, Latina Squirt Goddess, Naughty Athletics 21, Oil Overload 11, Panty Raid, in Sweet Petite.